# Véletlen gráf
A matematikában a véletlen gráf egy olyan gráf, amely valamilyen véletlen folyamat során jön létre. A véletlen gráfok elmélete a gráfelmélet és a valószínűségszámítás határterületén fekszik, és a véletlen gráfok szokványos tulajdonságait tanulmányozza. Véletlen gráfokat először Erdős Pál és Rényi Alfréd vizsgált egy 1959-es közös cikkükben ("On Random Graphs", Publ. Math. Debrecen 6, p. 290-297).

## Véletlengráf-modellek
Egy véletlen gráfot létrehozhatunk úgy, hogy egy n elemű csúcshalmazhoz az éleket véletlenszerűen adjuk hozzá. A különböző véletlengráf-modellek különböző valószínűséggel hozzák létre az egyes gráfokat. A legtöbbet tanulmányozott modell az Erdős–Rényi modell (jele G(n,p)), melyben minden élet a többitől függetlenül p valószínűséggel hozunk létre. Egy ehhez közeli kapcsolatban levő modell (jele G(n,M)) olyan gráfokat tartalmaz, melyeknek pontosan M élük van, és minden egyes ilyen gráf pontosan egyforma valószínűséggel fordul elő.
Az utóbbi modell felfogható, mint a {\displaystyle {\tilde {G}}_{n}} jelű véletlengráf-folyamat pillanatképe egy adott pillanatban. Ez a folyamat egy sztochasztikus folyamat, amely n csúccsal indul, melyet nem kötnek össze élek, és minden egyes lépésben egy új élet hoz létre egyforma valószínűséggel választva a hiányzó élek halmazából.
Minden G=(V, E) gráf esetén, a G gráf éleinek E halmaza felfogható, mint egy bináris reláció a csúcsok V halmazán. Ez a G szomszédsági (adjacencia) relációja, melyben minden a és b pontosan akkor áll relációban, ha {\displaystyle \{a,b\}\in E}, tehát ab a G egy éle. Ennek következtében minden szimmetrikus R reláció a V felett tekinthető egy V gráf élhalmazának.
Létrehozhatunk egy G objektumot, az úgynevezett végtelen véletlen gráfot, amelynek csúcsainak halmaza egy V végtelen halmaz. A G élhalmaza, mint a V feletti R bináris reláció elégítse ki a következő feltételeket:
1. R irreflexív,
2. R szimmetrikus, és
3. megadva V bármely {\displaystyle n+m} elemét {\displaystyle a_{1},\ldots ,a_{n},b_{1},\ldots ,b_{m}\in V}, létezik egy {\displaystyle c\in V} csúcs, amely szomszédos {\displaystyle a_{1},\ldots ,a_{n}} csúcsokkal és nem szomszédos {\displaystyle b_{1},\ldots ,b_{m}} egyikével sem.

Kiderül, hogy ha V megszámlálható, akkor izomorfia erejéig csak egyetlen olyan végtelen véletlen gráf létezik, amit Rado-gráfnak nevezünk.
És vannak még további modellek is.

## A véletlen gráfok tulajdonságai
A véletlen gráfok elmélete a véletlen gráfok olyan tulajdonságait tárgyalja, melyek nagy valószínűséggel előfordulnak a gráfok egy bizonyos eloszlása esetén. Például megkérdezhetjük egy meghatározott n és p érték esetén, hogy mekkora a valószínűsége, hogy G(n,p) összefüggő. Ilyen kérdések tanulmányozásakor a kutatók gyakran a véletlen gráfok aszimptotikus viselkedésére összpontosítanak, azokra az értékekre, amelyeket akkor tapasztalnak, ha az n értéke nagyon nagyra növekszik. A perkolációelmélet a véletlen gráfok összefüggőségével foglalkozik abban az esetben is, ha a véletlen gráf véletlen nagy.

## Lásd még
- Perkoláció